# Neighbor Discovery Protocol
El Neighbor Discovery Protocol (NDP, Protocol de Descobriment de Veïns) és un protocol d'Internet que s'utilitza amb la versió 6 d'IP (IPv6). Funciona al nivell d'enllaç de dades del model d'Internet (RFC 1122) i serveix per a l'autoconfiguració d'adreces de nodes, el descobriment d'altres nodes de l'enllaç, la determinació de les adreces d'enllaç dels altres nodes, la detecció d'adreces duplicades, el descobriment dels routers i servidors DNS disponibles, l'aprenentatge del prefix de xarxa, i el manteniment de la informació sobre la disponibilitat de camins cap als altres nodes veïns actius (RFC 4861).
El protocol defineix cinc tipus de paquet ICMPv6 diferents per fer unes funcions semblants a les que fan els protocols ARP i ICMP Router Discovery i Router Redirect en IPv4. No obstant això, proporciona moltes millores respecte als seus equivalents d'IPv4 (RFC 4861, secció 3.1). Per exemple, inclou la detecció d'indisponibilitat del veí (Neighbor Unreachability Detection, NUD), millorant així la robustesa del lliurament de paquets quan hi ha fallades de routers, d'enllaços o de nodes mòbils.

## Detalls tècnics
El Neighbor Discovery Protocol defineix mecanismes per a proporcionar les següents funcionalitats:
- Descobriment de routers: els hosts poden localitzar els routers que hi ha als enllaços on estan connectats.
- Descobriment de prefix: els hosts poden descobrir quins prefixos d'adreça hi ha als enllaços on estan connectats.
- Descobriment de paràmetres: els hosts poden trobar paràmetres de l'enllaç (p. ex., la MTU o unitat màxima de transmissió).
- Autoconfiguració d'adreça: configuració sense estat de les adreces de les interfícies de xarxa.
- Resolució d'adreces: trobar la correspondència entre adreces IP i adreces d'enllaç.
- Determinació del següent salt: els hosts poden trobar els routers del següent salt per a un destí.
- Detecció d'indisponibilitat de veïns (Neighbor unreachability detection, NUD): determinar si un veí ja no està disponible a l'enllaç.
- Detecció d'adreces duplicades (DAD): els nodes poden comprovar si una adreça ja s'està fent servir.
- Redirecció: un router pot informar un node sobre routers millors per al primer salt.
- Servidor DNS recursiu (RDNSS) i assignació de llista de cerca de DNS (DNSSL) mitjançant les opcions de l'anunci de router (RA).[2] Això és una funcionalitat nova, i no està suportada a tots els clients, encara.

NDP defineix els cinc tipus de paquet ICMPv6 següents:Router Solicitation (sol·licitud de router), Router Advertisement (anunci de router), Neighbor Solicitation (sol·licitud de veí), Neighbor Advertisement (anunci de veí), i Redirect (redirecció).